# 王篆
王篆（1532年—1603年），字绍芳，湖廣荊州府夷陵州紫陽（今宜昌）人。

## 生平
湖廣鄉試第八十四名舉人。嘉靖四十一年（1562年）中式壬戌科會試第五十二名，三甲第九十三名進士。授江西吉水县知县，累官吏部文选司郎中，万历元年（1573年）四月升太常寺少卿提督四夷馆，二年十月升通政司右通政，提督誊黄，三年十月升南京右佥都御史、提督操江，五年九月升都察院左佥都御史、协理院事，六年三月奉命清理军职贴黄，六月升本院左副都御史，张居正以天下才推之，京师号为“铁御史”。
万历八年四月升刑部右侍郎，九月改任吏部右侍郎，十年七月进左侍郎，张居正死后，直隶巡按御史王国弹劾他送给冯保玉带十束、银二万两，谋掌都察院，王篆疏辩乞罢，被调南京别衙门用。不久御史李廷彦复追数其贪纵不法诸事，皇帝遂令其冠带闲住。万历十一年（1583年）归里。十一年九月工科给事中王毓阳再次弹劾，被黜为民。万历三十一年（1603年）卒，葬於夷陵城郊东山，夷陵人称王篆为王天官，建有“天官牌坊”。

## 家族
曾祖王傑，广州府同知；祖父王璲，德府左長史進階通議大夫；父王良策，號柱山。嫡母張氏；生母王氏。具庆下。
有子王之鼎、王之衡。